# Сьверкувкі
Сьверкувкі (пол. Świerkówki, нім. Fichtenhof) — село в Польщі, у гміні Оборники Оборницького повіту Великопольського воєводства.
Населення — 224 особи (2011).
У 1975-1998 роках село належало до Познанського воєводства.

## Демографія
Демографічна структура станом на 31 березня 2011 року:
|          | Загалом | Допрацездатний вік | Працездатний вік | Постпрацездатний вік |
| -------- | ------- | ------------------ | ---------------- | -------------------- |
| Чоловіки | 101     | 20                 | 74               | 7                    |
| Жінки    | 123     | 26                 | 79               | 18                   |
| Разом    | 224     | 46                 | 153              | 25                   |